# Thổ Châu
Thổ Châu là một đặc khu thuộc tỉnh An Giang, Việt Nam. Đặc khu được thành lập vào ngày 17 tháng 6 năm 2025 trên cơ sở chia tách một phần thành phố Phú Quốc trước đây.

## Địa lý
Đặc khu Thổ Châu có địa giới hành chính bao gồm toàn bộ quần đảo Thổ Chu.
Đặc khu Thổ Châu có diện tích 13,98 km², dân số năm 2023 là 1.829 người, mật độ dân số đạt 130 người/km².
Trung tâm hành chính của xã đặt tại ấp Bãi Ngự trên đảo Thổ Chu.
Thổ Châu có một ấp với bảy tổ tự quản. Toàn xã có 500 hộ gia đình với gần 2.000 người, trong đó phần lớn là lực lượng hải quân và biên phòng lập gia đình và định cư tại đây, còn lại là dân nhập cư. Dân địa phương chủ yếu sống dựa vào sản xuất tiểu thủ công nhỏ lẻ, trồng trọt, chăn nuôi và đánh bắt hải sản ven bờ. Dân số biến động theo từng mùa, gây nhiều khó khăn cho việc quản lý an ninh trật tự.

## Hành chính
Đặc khu Thổ Châu được chia thành 1 ấp: Bãi Ngự.

## Lịch sử
Tháng 5 năm 1973, Chính quyền Việt Nam Cộng hòa thành lập xã Thổ Châu thuộc quận Kiên Thành, tỉnh Kiên Giang trên cơ sở đảo Thổ Châu (Thổ Chu) và các đảo lân cận. Trước đó, Thổ Châu chỉ là một ấp thuộc xã Lại Sơn.
Năm 1974, sáp nhập xã Thổ Châu vào quận Phú Quốc.
Sau ngày miền Nam giải phóng, xã Thổ Châu bị giải thể và sáp nhập vào xã An Thới thuộc huyện Phú Quốc.
Ngày 24 tháng 4 năm 1993, Chính phủ ban hành Nghị định số 19-CP về việc thành lập xã Thổ Châu thuộc huyện Phú Quốc trên cơ sở 2.634 ha diện tích tự nhiên và 94 nhân khẩu.
Ngày 9 tháng 12 năm 2020, Ủy ban Thường vụ Quốc hội ban hành Nghị quyết số 1109/NQ-UBTVQH14 về việc thành lập thành phố Phú Quốc thuộc tỉnh Kiên Giang trên cơ sở toàn bộ diện tích và dân số của huyện Phú Quốc. Xã Thổ Châu trực thuộc thành phố Phú Quốc.